# 李克强经济学
李克强经济学（英语：Likonomics、Liconomics）一词源自英国巴克莱资本亞洲首席经济学家黄益平，指掌管中国经济的国务院总理李克强为国家经济发展制定的增长计划。

## 概述
巴克莱在发布的研究报告中列出，李克强经济学有三个重要支柱，包括：“不出台刺激措施”、“去杠杆化”以及“结构性改革”，其核心是向市场放权让利。
但李克强本人从来就没有明确提出过这三大要素，也没有将这三大要素归结为“李克强经济学”。这定义是根据2013年3月李克强上任后掌管经济的思路，以及他的一些做法和说法中推断出来的。也有学者认为，李克强经济学与1980年代的有很多共同点，旨在解决长周期上的经济面临转型困境。吴敬琏认为“经济改革、转换政府职能、放开市场”是李克强经济学的本质内容。